# Marian Myszka
Marian Myszka (ur. 9 czerwca 1929 w Jasieńcu Iłżeckim, zm. 3 stycznia 2020) – polski tokarz, poseł na Sejm PRL VI i VII kadencji.

## Życiorys
Syn Leona i Józefy. Ukończywszy szkołę zawodową, w 1950 podjął pracę w Fabryce Samochodów Ciężarowych „Star” w Starachowicach. Potem zatrudniony był w Technikum Budowy Samochodów, a od 1955 był tokarzem w Cementowni „Przyjaźń” w Wierzbicy. Do Polskiej Zjednoczonej Partii Robotniczej wstąpił w 1960. Przez okres kilku kadencji był sekretarzem oddziałowej organizacji partyjnej, zasiadał także w Radzie Zakładowej. W 1972 i 1976 uzyskiwał mandat posła na Sejm PRL w okręgach kolejno Końskie i Radom. W trakcie VI kadencji zasiadał w komisji Budownictwa i Gospodarki Komunalnej, a w trakcie VII w Komisji Administracji, Gospodarki Terenowej i Ochrony Środowiska oraz w Komisji Budownictwa i Przemysłu Materiałów Budowlanych.

## Odznaczenia
- Medal 30-lecia Polski Ludowej